# 邦加-勿里洞省
邦加-勿里洞省（印尼語：Provinsi Kepulauan Bangka Belitung）是印尼的一個省，由邦加島和勿里洞島組成，與南蘇門答臘省隔海相望。本省原屬南蘇門答臘省，於2000年單獨設省。省會為邦加檳港。采矿业在这里很重要（印尼最大的锡生产地），他们也生产CPO牌的白胡椒等等。邦加-勿里洞也有许多海滩和小岛吸引着来自世界各地的游客。2004年人口为1012655人。

## 政治

### 行政區劃
邦加-勿里洞省由邦加島和勿里洞島組成，轄6縣1市。
- 邦加島：邦加檳港市、邦加縣、西邦加縣、南邦加縣、中邦加縣
- 勿里洞島：勿里洞縣、東勿里洞縣